# Comares
Pour les articles homonymes, voir Comares (homonymies).
Comares est une commune de la province de Malaga, dans la communauté autonome d’Andalousie, en Espagne.
Elle connut une large prospérité à l'époque où elle appartenait à l'Al-Andalus (du IXe au XVe siècle).

## Géographie
La commune est perchée sur une falaise surplombant la région de la Axarquía. Sa situation privilégiée à 735 mètres d'altitude au-dessus de la mer, en fait un véritable « balcon naturel », le balcon de la Costa del Sol depuis lequel on admire le paysage majestueux qui l'entoure. D'origine arabe, sa situation démontre la fonction de poste de guet qu'elle devait avoir, et sa physionomie a conservé les caractéristiques des villages qui se sont formés autour d'une forteresse, avec ses ruelles étroites et sinueuses, et ses maisons blanches aux fenêtres grillagées garnies de pots de géraniums. En marchant à travers le dédale de rues on trouve les vestiges des anciennes constructions arabes.

## Histoire
Les origines et les débuts de Comares sont confus et quoiqu'il n'y ait aucun doute sur son importance des siècles durant à l'époque musulmane, cela ne veut pas dire que les Arabes en étaient les fondateurs. On peut même remonter au VIIe siècle av. J.-C. lorsque les Phocéens ont débarqué à Màlaga et à Torre del Mar, en lui donnant le nom Komarón qui signifie « Terre des arbousiers ». Ce sont les Arabes qui lui ont donné ses caractéristiques architecturales tout à fait uniques, ses coutumes, et l'ont renommé plus justement Hisn Comarix qui signifie « château en hauteur ».
Un des chapitres importants de l'histoire de la ville est illustré par ses armoiries. Ce sont celles de son marquisat, titre que reçut Don Diego Fernandez de Cordoue (v. 1463-1518 ; cf. Famille Fernández de Córdoba ; (en) ; 1er marquis de Comares en 1512). Cette faveur lui a été accordée par les Rois Catholiques en remerciement de sa participation à la capture de Boabdil en 1483 - dernier roi musulman. Ce titre est actuellement détenu par la duchesse de Medinaceli Victoria de Hohenlohe-Langenburg, 17e marquise de Comares (es).
Le 29 avril 1487 a eu lieu la reddition de Comares, l'un des nombreux (et derniers) chapitres de la conquête chrétienne de l'Espagne, comme en témoigne la gravure sur une des stalles du chœur de la cathédrale de Tolède, marquée du numéro 14, sur le côté de l'épître. Cette stalle représente la livraison des clés de la ville aux Rois Catholiques.

## Économie
Comares vit de l'économie traditionnelle des villages de la haute Axarquia axée essentiellement sur l'agriculture et l'élevage, ainsi que des activités dans les secteurs de la construction et des services (tourisme rural), ce dernier étant le plus récent.

## Culture

### Patrimoine
- L'église Notre-Dame de l'Incarnation : cette œuvre du XVIe siècle est le monument le plus remarquable de l'histoire de Comares. Elle est datée du 25 mai 1505 et se trouve sur le site qu'occupait la mosquée arabe.
- La citerne d'eau : sur le plateau de Mazmullar (colline) se trouve une citerne arabe déclarée Monument National Artistique en 1931, classée sur la description qu'en fit Rodrigo Amador de los Rios (directeur du Musée archéologique national) ; cette construction qui remonte aux XIe-XIIIe siècles, est formée par une élégante galerie d'arches en fer à cheval.
- La Forteresse : les vestiges de la forteresse populairement appelé La Tahona (reste de la grande muraille entourant le château), offrent une vue unique sur tout le village, qui parait suspendu dans l'immensité du paysage accidenté de l'Axarquia, avec l'impressionnant massif de la Sierra Tejeda au nord-est et l'horizon infini de la mer au sud.

### Fêtes et traditions
- La fête la plus importante est celle du 13 janvier en l'honneur de son patron, saint Hilaire de Poitiers, célébrée avec une messe, une procession religieuse et d'autres cérémonies plus ludiques comme une paella géante et une dégustation des autres produits du terroir, le tout animé par les verdiales .
- Les Verdiales (musique et danse folklorique). Nous ne connaissons pas exactement leurs origines, mais nous savons que ses couplets sont des morceaux de ballades mauresques et sont donc les racines du chant flamenco, dont l'ancienneté est incontestable.
- Cuisine typique : Comares possède une grande variété de produits typiques du terroir, produits de façon artisanale, comme les amandes, le raisin, le vin, le miel, le fromage, l'huile d'olive... Ce qui donne un large éventail de plats variés de grande qualité tels que :
  - « Bacalao frito » (Morue frite)
  - « Tortitas de bacalao y miel de caña » (Galettes de morue et miel de canne)
  - « Gazpachuelo » (Soupe de poissons)
  - « Hornazos » (Chaussons aux œufs)
  - « Torta de aceite » (Tartes à l'huile d'olive)
  - « Gachas con miel y tropezones de pan frito » (Gruau de farine au miel et pain frits)
  - « Arroz con leche » (Riz au lait)
  - « Migas » (Pain perdu)
  - « Choto » (Chevreau)
  - « Potaje de garbanzos y habichuelas blancas » (Potage de pois chiches et haricots blancs)
  - « Maimones » (Soupe à l'ail)

## Population
| 1991  | 1996  | 2001  | 2003  | 2004  | 2005  | 2010  |
| ----- | ----- | ----- | ----- | ----- | ----- | ----- |
| 1 460 | 1 405 | 1 336 | 1 365 | 1 419 | 1 485 | 1 653 |